# مستشفى شهداء الأقصى الحكومي
مستشفى شهداء الأقصى الحكومي هو أحد مستشفيات وزارة الصحة الفلسطينية العاملة في قطاع غزة ويقع بمدينة دير البلح. بلغت سعته السريرية 188 سريرًا عام 2018. كما ويُعد المستشفى الوحيد في وسط قطاع غزة.

## التاريخ

### التأسيس
تأسس المستشفى عام 2001 استجابةً لخطة طوارئ وضعتها وزارة الصحة الفلسطينية لعلاج الجرحى خلال الانتفاضة الفلسطينية الثانية، ثم تطور لاحقًا وتوسعت أقسامه وازدادت سعته السريرية.